# 랑구트쌀쥐
랑쿠트쌀쥐(Cerradomys langguthi)는 비단털쥐과에 속하는 설치류의 일종이다. 브라질 남동부 지역의 모래 평원에서만 발견되며, 이전에는 테라스쌀쥐에 포함되었다.